# Синяя гардения
«Синяя гардения» (англ. The Blue Gardenia) — фильм нуар режиссёра Фрица Ланга, вышедший на экраны в 1953 году.
Это первый из трёх так называемых «газетных нуаров» Ланга, за которым последовали «Пока город спит» и «За пределами разумного сомнения». Во всех трёх фильмах деятельность журналистов и вопросы освещения преступлений средствами массовой информации занимают заметное место, причём журналистская деятельность рассматривается не столько как способ донесения до граждан правдивой информации о происходящем, сколько как средство манипуляции общественным сознанием и достижения славы и карьерного роста.
Как и в картине «Извините, ошиблись номером», в этом фильме нуар такой обыденный предмет, как телефон, приобретает роковое значение в развитии сюжета, превращаясь в своего рода орудие судьбы.
Лейтмотивом фильма выступает песня «Синяя гардения», которую написали Боб Расселл и Лестер Ли, а аранжировку выполнил Нелсон Риддл. Её исполняет мягким баритоном популярный негритянский джазовый исполнитель Нэт Кинг Коул, появляясь в фильме также в роли певца в одноимённом ресторане.

## Сюжет
Действие картины происходит в Лос-Анджелесе. Популярный журналист «Лос-Анджелес кроникл» Кейси Майо (Ричард Конте) приезжает в телефонную компанию «Вест-ист телефон Ко», где готовит репортаж о её работе — беседует с телефонистками и осматривает работу коммутатора. Там он встречает художника Гарри Преббла (Рэймонд Бёрр), который работает над эскизами портретов телефонисток. Позирующая ему телефонистка Кристел Карпентер (Энн Сотерн) одновременно отвечает на вопросы Кейси и даёт ему номер своего телефона, который записывает себе и Гарри. В этот момент Гарри подзывают к телефону. Выясняется, что звонит одна из влюблённых в него подружек, с которой он до недавнего времени встречался, а теперь избегает её. Когда девушка начинает настаивать на встрече, он вешает трубку.
Три телефонистки совместно снимают квартиру. У одной из них — Норы Ларкин (Энн Бакстер) — день рождения. Она накрывает праздничный стол, надевает нарядное чёрное платье, достаёт шампанское, ставит свечи, фотографию любимого парня, который служит на Корейской войне, и долгожданное письмо от него. Одна из её соседок Кристел уходит на свидание, другая — Сэлли Эллис (Джефф Доннелл) — идёт в библиотеку за новым романом. Когда подруги уходят, Нора садится к столу, зажигает свечи, наливает шампанское и распечатывает письмо. Её парень пишет, что встретил в токийском госпитале медсестру, которая спасла ему жизнь, они полюбили друг друга и после окончания войны собираются пожениться. Такие новости приводят Нору в сильное расстройство, она плачет. В этот момент раздаётся телефонный звонок. Звонит Гарри с целью пригласить Кристел в ресторан, но попадает на Нору и приглашает её. Не вполне отдавая себе отчёт в том, что происходит, Нора соглашается и идёт на свидание в ресторан.
В гавайском ресторане «Синяя гардения» Гарри хорошо известен, и, как говорит бармен, пользуется большим успехом у женщин. Он очень учтиво встречает Нору (хотя и немного удивлён, что это не та девушка, которой он звонил), угощает её тихоокеанским экзотическим коктейлем, покупает Норе цветок синей гардении, которая та прикалывает к платью, они слушают песню «Синяя гардения» в живом исполнении Нэта Кинга Коула. Надеясь поскорее забыть о письме, Нора выпивает ещё несколько коктейлей и заметно пьянеет. Гарри везет её на машине к себе домой, говоря, что он ждёт друзей, с которыми они продолжат вечеринку.
Дома Гарри угощает Нору ещё шампанским, ставит пластинку с песней «Синяя гардения». Норе становится плохо, Гарри укладывает её на диван, гасит свет, пристраивается к ней. Они целуются, при этом Нора в полудрёме представляет себе, что целуется со своим возлюбленным. Когда Гарри начинает приставать, Нора вырывается из его рук и пытается убежать. Когда Гарри всё-таки ловит и стискивает её, Нора хватает подвернувшуюся под руку кочергу, размахивается, разбивает зеркало, после чего теряет сознание и падает. Придя в себя, Нора, пошатываясь, выходит на улицу, забыв даже надеть туфли.
Утром Нора с трудом просыпается в своей квартире. На расспросы подруг она отвечает, что ничего не помнит, что происходило с ней вчера вечером после двух выпитых коктейлей в ресторане. Посмотрев в зеркало, Нора как будто что-то вспоминает.
Тем временем полиция уже прибыла в квартиру Гарри по вызову уборщицы, сообщившей об убийстве. Однако прежде чем вызвать полицию, уборщица успела стереть отпечатки пальцев с кочерги и бокалов и навести порядок в комнате. Тем не менее, полиции удается получить некоторые улики — это окровавленный платок, туфли, цветок гардении со сломанным стеблем и пластинка, которая играла на проигрывателе. Приезжает Кейси, беседует с капитаном полиции Сэмом Хэйзом (Джордж Ривз). Узнав, что убит Гарри Пеббл, Кейси задумывается, так как мельком видел его вчера в ресторане «Синяя гардения».
У полиции возникает версия, что убийцей была молодая девушка. Так как в последнее время Гарри работал над эскизами телефонисток, полиция допрашивает всех девушек, которые позировали Гарри, но в итоге все они оказываются непричастными. Нора видит разбитое зеркальце и подозревает, что замешана в чём-то нехорошем. Она видит в газете информацию о том, что Гарри убит кочергой.
Тем временем Кейси находит слепую цветочницу, которая вчера в ресторане продала Гарри синюю гардению. Но и она не может ничего сказать про девушку, с которой он был, запомнив только шелест её тафтяного платья. В своем офисе Кейси продолжает обсуждать убийство с коллегами, говоря, что чёрная хроника с элементом секса хорошо увеличивает тираж. Ему удалось выяснить у официанта, что с Гарри была молодая красивая блондинка, лица которой тот не запомнил. Кейси решает назвать её в своём материале Синяя гардения.
Дома девушки обсуждают статью Кейси об убийстве, в которой указывались следующие подробности — убийца была одета в чёрное платье, говорила приятным голосом, выпила полдюжины коктейлей, и, возможно, совершила убийство, защищая свою честь. Нора уже почти уверена, что речь в статье идёт именно о ней. Ночью она тайком выносит своё чёрное платье и сжигает его во дворе.
Чтобы оживить дело и вызвать Синюю гардению на контакт, Кейси решает опубликовать в газете открытое письмо неизвестной убийце, в котором пишет, что прекрасно понимает состояние молодой девушки, что она напугана, ищет защиты, но боится обращаться в полицию. Он предлагает ей встретиться втайне от полиции, обещает, что не напечатает ничего без её согласия и поможет защитить её. На следующее утро письмо оказывается в центре всеобщего внимания. В редакцию следует десятки звонков от девушек и женщин, по различным причинам утверждающих, что они и есть Синяя гардения. Однако Кейси легко их разоблачает, ловя на простых деталях. Наконец, звонит Нора, точно называя марку, цвет и размер оставленных туфель, сомнений быть не может, в квартире Гарри была именно она. Кейси договаривается с ней о встрече в его офисе на следующий день.
При встрече Нора верит в порядочность Кейси и рассказывает всё, что помнит о вечере с Гарри, и что происходило в ресторане и его квартире, но при этом говорит, что совершенно не помнит того, чтобы убила его. После рассказа настроение у Норы улучшается, они спускаются в кафе, заказывают кофе и бутерброды. Она вновь вспоминает, как приехала к Гарри домой, как он дал ей кофе, как он начал её целовать и она по-дружески ему ответила, смутно помнит, как между ними завязалась борьба, но дальше не помнит ничего. Кейси и Нора договариваются встретиться снова на следующий день, после чего Норе удается незаметно ускользнуть, пока Кейси приветствуют коллеги.
После встречи заметно, что Кейси явно очарован Норой. В свою очередь Кристел догадалась, что Нора и есть Синяя гардения. На следующую встречу с Кейси они решают идти вместе.
На следующий день они встречаются в кафе уже втроём. Окончательно доверившись Кейси, Нора ещё раз повторяет всю историю того вечера, спрашивая его как быть дальше? Но у Кейси нет ответа, и это приводит Нору в отчаяние, так как она очень надеялась на его помощь после всех его обещаний, а оказалось, что она для него — лишь материал для статьи. Когда Нора пытается выйти из кафе, её задерживает полиция. Сэм говорит Кейси, что укрывать преступников противозаконно, и полиция оказалась на месте благодаря звонку бармена.
Нора находится в тюрьме, газетчики её фотографируют, пишут о её аресте. Кейси в аэропорту ожидает вылета в командировку. Он недоволен собой, тем что влюбился и потерял бдительность. В зале вылета он слышит ту же пластинку, которая стояла утром на проигрывателе в квартире Гарри, но это не та песня, про которую говорила Нора, рассказывая о вечере у Гарри. Кейси звонит Сэму, они едут проверить пластинки в доме Гарри, затем отправляются в музыкальный магазин, продавший их. Через директора она вычисляют продавщицу, которая была знакомой Гарри (и, как зритель знает, звонила ему по телефону в начале фильма). Услышав их шаги, продавщица запирается в туалете, разбивает стакан и пытается покончить жизнь самоубийством.
Позднее, лёжа в больнице, она рассказывает, как всё произошло. Она несколько дней пыталась поговорить с Гарри дома, поджидала его около дома. Наконец, увидев свет в его окне, она стала стучать. Он открыл дверь, но не хотел пускать её в квартиру. Она всё-таки прошла, хотела с ним объясниться и требовала на ней жениться. Чтобы её расслабить, Гарри поставил её любимую пластинку. Но когда она увидела, как Гарри пытается спрятать валяющийся на полу женский платок, она в ярости схватила кочергу и несколько раз ударила его по голове.
Три довольных девушки выходят из здания полицейского управления, Кейси подходит к ним, но Нора не обращает на него внимания. Ей уже всё объяснили, но она пока не готова его простить. Зато Кейси уже принял для себя решение, и отдаёт свою книжку с женскими телефонами своему младшему коллеге.

## В ролях
- Энн Бакстер — Нора Ларкин
- Ричард Конте — Кейси Майо
- Энн Сотерн — Кристел Карпентер
- Рэймонд Бёрр — Гарри Преббл
- Джордж Ривз — Сэм Хейз, капитан полиции
- Джефф Доннелл — Сэлли Эллис
- Ричард Эрдман — Эл

В титрах не указаны
- Уильям Фиппс — лейтенант Джордж Фостер (озвучивание)
- Марджори Стэпп — полицейская